# Wysokie (Beskid Śląski)
Wysokie (756 m n.p.m.) – szczyt w północnej części Beskidu Śląskiego, w Paśmie Błatnej.
Znajduje się na północno-wschodnim ramieniu Przykrej, które poprzez szczyty Wysokie, Kopany i Palenica biegnie na północ. Na Wysokim w kierunku zachodnim odgałęzia się krótki, boczny grzbiet Borowiny oddzielający dolinę Szerokiego Potoku od doliny Potoku Wysokiego. Północno-wschodnie zbocza Wysokiego opadają do Jeziora Wapienickiego, wschodnie do doliny potoku Błatnia. Szczyt i stok porośnięte lasem. Na zboczach opadających do Jeziora Wapienickiego duży rezerwat przyrody Jaworzyna.
Grzbietem Kopanego biegnie granica między wsią Jaworze i miastem Bielsko-Biała, oraz niebieski szlak na Błatnią. Wysokie jest dobrze widoczne z tego szlaku, głównie z rejonu zapory. Niedaleko szczytu, po skręceniu ze szlaku niebieskiego w kierunku Borowiny znajduje się Uroczysko Kultowe z XVII wieku, w którym odbywały się tajne nabożeństwa i śluby ewangelickie. W miejscu tym na kształt amfiteatru wyciosane jest kilkanaście kamiennych stopni.

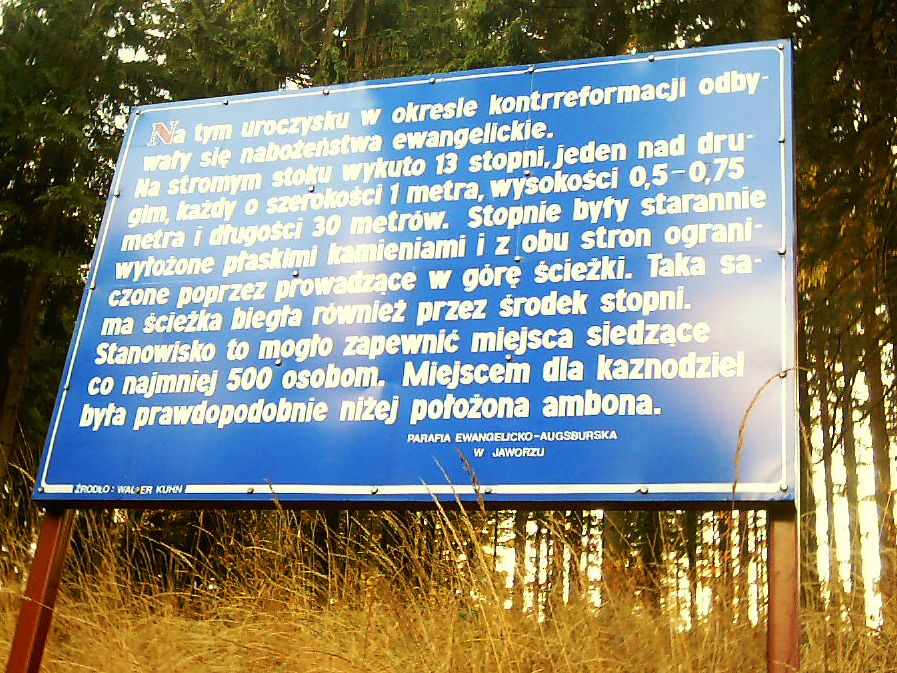
Tablica na uroczysku na Wysokim

## Szlak turystyczny
Wapienica Górna – Jezioro Wapienickie – Kopany – Wysokie – Góra Przykra – Siodło pod Przykrą – Błatnia. Odległość 8,2 km, suma podejść 560 m, czas przejścia 2:30 godz., z powrotem 1:50 godz.